# Hours (film)
Hours è un film del 2013 scritto e diretto da Eric Heisserer e con protagonisti Paul Walker e Génesis Rodríguez.

## Trama
Poco prima dell'alba del 29 agosto 2005, Nolan e sua moglie incinta Abigail raggiungono l'ospedale di New Orleans, per far nascere la loro figlia prematura. Quello che dovrebbe essere il giorno più bello della loro vita cambia però in modo tragico: l'uragano Katrina distrugge l'ospedale dove si trovano, che deve quindi essere immediatamente evacuato. Nolan rimane da solo con la figlia appena nata (poiché la moglie ha perso la vita durante il parto), la quale può sopravvivere soltanto grazie ad un respiratore per le successive 48 ore, prima di poter iniziare a respirare da sé. Nolan si trova improvvisamente tagliato fuori dal mondo, da solo, a fare i conti con la fame, coi saccheggiatori, a fare ricorso a droghe per rimanere sveglio, con continui sbalzi di corrente e con l'inondazione in aumento, ma cercherà comunque in tutti i modi di salvare se stesso e sua figlia anche grazie all'aiuto di un cane da pastore tedesco sconosciuto rimasto al suo fianco.

## Distribuzione
La première mondiale del film si tenne il 10 marzo 2013 durante la ventottesima edizione del South by Southwest. Il film verrà proiettato nei cinema argentini a partire dal 31 ottobre 2013, in quelli singaporiani a partire dal successivo 21 novembre e verrà proiettato negli Stati Uniti in un numero limitato di sale a partire dal 13 dicembre dello stesso anno.
Il primo trailer del film venne distribuito online il 24 ottobre 2013.
In Italia è stato inedito fino al 18 gennaio 2015 quando viene trasmesso da Sky Cinema 1.